# Tornei della New Japan Pro-Wrestling
La New Japan Pro-Wrestling, federazione giapponese di wrestling, organizza diversi tornei a cadenza più o meno annuale. Di seguito sono riportati i vincitori dei tornei e una breve descrizione per ognuno di essi.

## G1 Climax
Il G1 (Grade One) Climax è il principale torneo della NJPW. Ha solitamente luogo nel periodo estivo fra luglio e agosto, il formato attuale prevede che i partecipanti vengano suddivisi in due gironi da dieci lottatori ciascuno e affrontino, uno alla volta, tutti i membri del proprio raggruppamento secondo il sistema del round-robin; per la vittoria vengono assegnati due punti, per il pareggio uno e per la sconfitta zero. Si accede così al turno ad eliminazione diretta dove il secondo e terzo classificato di entrambi i gironi avanzano al turno di play-off, mentre il primo classificato avanza direttamente alle semifinali.
La vittoria del torneo garantisce un incontro valido per l'IWGP World Heavyweight Championship nel main event di Wrestle Kingdom, il più importante evento annuale della federazione.
| Anno | Nome                               | Vincitore          | Note                 |
| ---- | ---------------------------------- | ------------------ | -------------------- |
| 1974 | World League                       | Antonio Inoki      | [ 1 ]                |
| 1975 | World League                       | Antonio Inoki      | [ 2 ]                |
| 1976 | World League                       | Seiji Sakaguchi    | [ 3 ]                |
| 1977 | World League                       | Seiji Sakaguchi    | [ 4 ]                |
| 1978 | World League                       | Antonio Inoki      | [ 5 ]                |
| 1979 | World League                       | Antonio Inoki      | [ 6 ]                |
| 1980 | World League                       | Antonio Inoki      | [ 7 ]                |
| 1981 | World League                       | Antonio Inoki      | [ 8 ]                |
| 1982 | World League                       | André the Giant    | [ 9 ]                |
| 1983 | International Wrestling Grand Prix | Hulk Hogan         | [ 10 ]               |
| 1984 | International Wrestling Grand Prix | Antonio Inoki      | [ 11 ]               |
| 1985 | International Wrestling Grand Prix | André The Giant    | [ 12 ]               |
| 1986 | International Wrestling Grand Prix | Antonio Inoki      | [ 13 ]               |
| 1987 | International Wrestling Grand Prix | Antonio Inoki      | [ 14 ]               |
| 1988 | International Wrestling Grand Prix | Antonio Inoki      | [ 15 ]               |
| 1989 | World Cup Tournament               | Riki Chosu         | [ 16 ]               |
| 1991 | G1 Climax                          | Masahiro Chono     | [ 17 ] [ 18 ] [ 19 ] |
| 1992 | G1 Climax 2                        | Masahiro Chono     | [ 20 ]               |
| 1993 | G1 Climax 3                        | Tatsumi Fujinami   | [ 21 ]               |
| 1994 | G1 Climax 4                        | Masahiro Chono     | [ 22 ]               |
| 1995 | G1 Climax 5                        | Keiji Muto         | [ 23 ]               |
| 1996 | G1 Climax 6                        | Riki Chosu         | [ 24 ]               |
| 1997 | G1 Climax 7                        | Kenuske Sasaki     | [ 25 ]               |
| 1998 | G1 Climax 8                        | Shinya Hashimoto   | [ 26 ]               |
| 1999 | G1 Climax 9                        | Manabu Nakanishi   | [ 27 ]               |
| 2000 | G1 Climax 10                       | Kensuke Sasaki     | [ 28 ]               |
| 2001 | G1 Climax 11                       | Yuji Nagata        | [ 29 ]               |
| 2002 | G1 Climax 12                       | Masahiro Chono     | [ 30 ]               |
| 2003 | G1 Climax 13                       | Hiroyoshi Tenzan   | [ 31 ]               |
| 2004 | G1 Climax 14                       | Hiroyoshi Tenzan   | [ 32 ]               |
| 2005 | G1 Climax 15                       | Masahiro Chono     | [ 33 ]               |
| 2006 | G1 Climax 16                       | Hiroyoshi Tenzan   | [ 34 ]               |
| 2007 | G1 Climax 17                       | Hiroshi Tanahashi  | [ 35 ]               |
| 2008 | G1 Climax 18                       | Hirooki Goto       | [ 36 ]               |
| 2009 | G1 Climax 19                       | Togi Makabe        | [ 37 ]               |
| 2010 | G1 Climax 20                       | Satoshi Kojima     |                      |
| 2011 | G1 Climax 21                       | Shinsuke Nakamura  |                      |
| 2012 | G1 Climax 22                       | Kazuchika Okada    |                      |
| 2013 | G1 Climax 23                       | Tetsuya Naito      |                      |
| 2014 | G1 Climax 24                       | Kazuchika Okada    |                      |
| 2015 | G1 Climax 25                       | Hiroshi Tanahashi  |                      |
| 2016 | G1 Climax 26                       | Kenny Omega        |                      |
| 2017 | G1 Climax 27                       | Tetsuya Naito      |                      |
| 2018 | G1 Climax 28                       | Hiroshi Tanahashi  |                      |
| 2019 | G1 Climax 29                       | Kōta Ibushi        | [ 38 ]               |
| 2020 | G1 Climax 30                       | Kōta Ibushi        | [ 39 ]               |
| 2021 | G1 Climax 31                       | Kazuchika Okada    | [ 40 ]               |
| 2022 | G1 Climax 32                       | Kazuchika Okada    | [ 41 ]               |
| 2023 | G1 Climax 33                       | Tetsuya Naito      |                      |
| 2024 | G1 Climax 34                       | Zack Sabre Jr.     |                      |
| 2025 | G1 Climax 35                       | Konosuke Takeshita |                      |

## World Tag League
La World Tag League è il torneo dedicato ai tag team. Con la stessa formula round-robin del G1 Climax, i vincitori vengono nominati quali sfidanti per gli IWGP Tag Team Championship per Wrestle Kingdom.
| Anno | Nome                   | Vincitori                          | Note          |
| ---- | ---------------------- | ---------------------------------- | ------------- |
| 1980 | MSG Tag League         | Antonio Inoki e Bob Backlund       | [ 42 ]        |
| 1981 | MSG Tag League         | Andre the Giant e Rene Goulet      | [ 43 ]        |
| 1982 | MSG Tag League         | Hulk Hogan e Antonio Inoki         | [ 44 ]        |
| 1983 | MSG Tag League         | Antonio Inoki e Hulk Hogan         | [ 45 ]        |
| 1984 | MSG Tag League         | Antonio Inoki e Tatsumi Fujinami   | [ 46 ]        |
| 1985 | IWGP Tag Title League  | Kengo Kimura e Tatsumi Fujinami    | [ 47 ]        |
| 1986 | Japan Cup Tag League   | Yoshiaki Fujiwara e Antonio Inoki  | [ 48 ]        |
| 1987 | Japan Cup Tag League   | Kengo Kimura e Tatsumi Fujinami    | [ 49 ]        |
| 1991 | Super Grade Tag League | Tatsumi Fujinami e Big Van Vader   | [ 50 ] [ 51 ] |
| 1992 | Super Grade Tag League | Shinya Hashimoto e Riki Chosu      | [ 52 ]        |
| 1993 | Super Grade Tag League | Hiroshi Hase e Keiji Muto          | [ 53 ]        |
| 1994 | Super Grade Tag League | Hiroshi Hase e Keiji Muto          | [ 54 ]        |
| 1995 | Super Grade Tag League | Hiroyoshi Tenzan e Masahiro Chono  | [ 55 ]        |
| 1996 | Super Grade Tag League | Shynia Hashimoto e Scott Norton    | [ 56 ]        |
| 1997 | Super Grade Tag League | Masahiro Chono e Keiji Muto        | [ 57 ]        |
| 1998 | Super Grade Tag League | Satoshi Kojima e Keiji Muto        | [ 58 ]        |
| 1999 | G1 Tag League          | Keiji Muto e Scott Norton          | [ 59 ]        |
| 2000 | G1 Tag League          | Takashi Iizuka e Yuji Nagata       | [ 60 ]        |
| 2001 | G1 Tag League          | Satoshi Kojima e Hiroyoshi Tenzan  | [ 61 ]        |
| 2003 | G1 Tag League          | Osamu Nishimura e Hiroyoshi Tenzan | [ 62 ]        |
| 2006 | G1 Tag League          | Masahiro Chono e Shinsuke Nakamura | [ 63 ]        |
| 2007 | G1 Tag League          | Giant Bernard e Travis Tomko       | [ 64 ]        |
| 2008 | G1 Tag League          | Satoshi Kojima e Hiroyoshi Tenzan  | [ 65 ]        |
| 2009 | G1 Tag League          | Karl Anderson e Giant Bernard      | [ 66 ]        |
| 2010 | G1 Tag League          | Yuji Nagata e Wataru Inoue         |               |
| 2011 | G1 Tag League          | Lance Archer e Minoru Suzuki       |               |
| 2012 | World Tag League       | Hirooki Goto e Karl Anderson       |               |
| 2013 | World Tag League       | Doc Gallows e Karl Anderson        |               |
| 2014 | World Tag League       | Hirooki Goto e Katsuyori Shibata   |               |
| 2015 | World Tag League       | Togi Makabe e Tomoaki Honma        |               |
| 2016 | World Tag League       | Togi Makabe e Tomoaki Honma        |               |
| 2017 | World Tag League       | Evil e Sanada                      |               |
| 2018 | World Tag League       | Evil e Sanada                      |               |
| 2019 | World Tag League       | Juice Robinson e David Finlay      |               |
| 2020 | World Tag League       | Tama Tonga e Tanga Loa             | [ 67 ]        |
| 2021 | World Tag League       | Yoshi-Hashi e Hirooki Goto         | [ 68 ]        |
| 2022 | World Tag League       | Yoshi-Hashi e Hirooki Goto         | [ 69 ]        |
| 2023 | World Tag League       | Yoshi-Hashi e Hirooki Goto         |               |
| 2024 | World Tag League       | Tetsuya Naito e Hiromu Takahashi   |               |

## Best of the Super Juniors
Il Best of the Super Juniors è il torneo dedicato ai Junior Heavyweight, dove i partecipanti sono divisi in due gruppi che, come il G1 Climax, ha la stessa modalità del round-robin con semifinali e finale. Il vincitore diventa primo sfidante all'IWGP Junior Heavyweight Championship nell'evento Dominion nel mese di giugno.
| Anno | Nome                            | Vincitore            | Note   |
| ---- | ------------------------------- | -------------------- | ------ |
| 1988 | Top of the Super Juniors        | Shiro Koshinaka      | [ 70 ] |
| 1991 | Top of the Super Juniors        | Norio Honaga         | [ 71 ] |
| 1992 | Top of the Super Juniors        | Jushin Thunder Liger | [ 72 ] |
| 1993 | Top of the Super Juniors        | Pegasus Kid          | [ 73 ] |
| 1994 | Best of the Super Juniors I     | Jushin Thunder Liger | [ 74 ] |
| 1995 | Best of the Super Juniors II    | Wild Pegasus         | [ 75 ] |
| 1996 | Best of the Super Juniors III   | Black Tiger II       | [ 76 ] |
| 1997 | Best of the Super Juniors IV    | El Samurai           | [ 77 ] |
| 1998 | Best of the Super Juniors V     | Koji Kanemoto        | [ 78 ] |
| 1999 | Best of the Super Juniors VI    | Kendo Kashin         | [ 79 ] |
| 2000 | Best of the Super Juniors VII   | Tatsuhito Takaiwa    | [ 80 ] |
| 2001 | Best of the Super Juniors VIII  | Jushin Thunder Liger | [ 81 ] |
| 2002 | Best of the Super Juniors IX    | Koji Kanemoto        | [ 82 ] |
| 2003 | Best of the Super Juniors X     | Masahito Kakihara    | [ 83 ] |
| 2004 | Best of the Super Juniors XI    | Tiger Mask IV        | [ 84 ] |
| 2005 | Best of the Super Juniors XII   | Tiger Mask IV        | [ 85 ] |
| 2006 | Best of the Super Juniors XII   | Minoru Tanaka        | [ 86 ] |
| 2007 | Best of the Super Juniors XIV   | Milano Collection AT | [ 87 ] |
| 2008 | Best of the Super Juniors XV    | Wataru Inoue         | [ 88 ] |
| 2009 | Best of the Super Juniors XVI   | Koji Kanemoto        | [ 89 ] |
| 2010 | Best of the Super Juniors XVII  | Prince Devitt        | [ 90 ] |
| 2011 | Best of the Super Juniors XVIII | Kota Ibushi          | [ 91 ] |
| 2012 | Best of the Super Juniors XIX   | Ryusuke Taguchi      |        |
| 2013 | Best of the Super Juniors XX    | Prince Devitt        |        |
| 2014 | Best of the Super Juniors XXI   | Ricochet             |        |
| 2015 | Best of the Super Juniors XXII  | Kushida              |        |
| 2016 | Best of the Super Juniors XXIII | Will Ospreay         |        |
| 2017 | Best of the Super Juniors 24    | Kushida              |        |
| 2018 | Best of the Super Juniors 25    | Hiromu Takahashi     |        |
| 2019 | Best of the Super Juniors 26    | Will Ospreay         |        |
| 2020 | Best of the Super Juniors 27    | Hiromu Takahashi     |        |
| 2021 | Best of the Super Juniors 28    | Hiromu Takahashi     |        |
| 2022 | Best of the Super Juniors 29    | Hiromu Takahashi     |        |
| 2023 | Best of the Super Juniors 30    | Master Wato          |        |
| 2024 | Best of the Super Juniors 31    | El Desperado         |        |
| 2025 | Best of the Super Juniors 32    | Kosei Fujita         |        |

## New Japan Cup
La New Japan Cup si tiene in marzo ed è un torneo a eliminazione diretta che mette in palio la possibilità di sfidare l'IWGP Heavyweight Champion, l'IWGP Intercontinental Champion o il NEVER Openweight Champion. Tutti i vincitori, ad eccezione di Shinsuke Nakamura nel 2014 (che volle affrontare Hiroshi Tanahashi per l'Intercontinental Championship), hanno scelto di sfidare il campione Heavyweight. Nel 2021, dopo che l'Intercontinental Championship e l'Heavyweight Championship sono stati unificati nel nuovo IWGP World Heavyweight Championship, il vincitore guadagna direttamente un match per il nuovo titolo. 
| Anno | Vincitore         | Esito |
| ---- | ----------------- | --- |
| 2005 | Hiroshi Tanahashi | N/A |
| 2006 | Giant Bernard     | Perde contro Brock Lesnar per l'IWGP Heavyweight Championship                                               |
| 2007 | Yuji Nagata       | Sconfigge Hiroshi Tanahashi per l'IWGP Heavyweight Championship                                             |
| 2008 | Hiroshi Tanahashi | Perde contro Shinsuke Nakamura per l'IWGP Heavyweight Championship                                          |
| 2009 | Hirooki Goto      | Perde contro Hiroshi Tanahashi per l'IWGP Heavyweight Championship                                          |
| 2010 | Hirooki Goto      | Perde contro Shinsuke Nakamura per l'IWGP Heavyweight Championship                                          |
| 2011 | Yuji Nagata       | Perde contro Hiroshi Tanahashi per l'IWGP Heavyweight Championship                                          |
| 2012 | Hirooki Goto      | Perde contro Kazuchika Okada per l'IWGP Heavyweight Championship                                            |
| 2013 | Kazuchika Okada   | Sconfigge Hiroshi Tanahashi per l'IWGP Heavyweight Championship                                             |
| 2014 | Shinsuke Nakamura | Sconfigge Hiroshi Tanahashi per l'IWGP Intercontinental Championship                                        |
| 2015 | Kota Ibushi       | Perde contro AJ Styles per l'IWGP Heavyweight Championship                                                  |
| 2016 | Tetsuya Naito     | Sconfigge Kazuchika Okada per l'IWGP Heavyweight Championship                                               |
| 2017 | Katsuyori Shibata | Perde contro Kazuchika Okada per l'IWGP Heavyweight Championship                                            |
| 2018 | Zack Sabre Jr.    | Perde contro Kazuchika Okada per l'IWGP Heavyweight Championship                                            |
| 2019 | Kazuchika Okada   | Sconfigge Jay White per l'IWGP Heavyweight Championship                                                     |
| 2020 | Evil              | Sconfigge Tetsuya Naito conquistando l'IWGP Heavyweight Championship e l'IWGP Intercontinental Championship |
| 2021 | Will Ospreay      | Sconfigge Kota Ibushi e vince l'IWGP World Heavyweight Championship                                         |
| 2022 | Zack Sabre Jr.    | Viene sconfitto da Kazuchika Okada per l'IWGP World Heavyweight Championship                                |
| 2023 | Sanada            | Sconfigge Kazuchika Okada e vince l'IWGP World Heavyweight Championship                                     |
| 2024 | Yota Tsuji        | Viene sconfitto da Tetsuya Naito per l'IWGP World Heavyweight Championship                                  |
| 2025 | David Finlay      | Viene sconfitto da Hirooki Goto per l'IWGP World Heavyweight Championship                                   |

### New Japan Cup USA
Nel mese di agosto del 2020 si è  tenuta la prima edizione americana della New Japan Cup per decretare lo sfidante per l'IWGP United States Championship.
Nel 2021 la New Japan Cup USA ha messo in palio per il vincitore il nuovo Strong Openweight Championship. 
| Anno | Vincitore  | Esito                                                                        |
| ---- | ---------- | ---------------------------------------------------------------------------- |
| 2020 | Kenta      | Viene sconfitto da Jon Moxley per l'IWGP United States Championship          |
| 2021 | Tom Lawlor | Sconfigge Brody King in finale e diventa il primo Strong Openweight Champion |

## Super Junior Tag League
La Super Junior Tag League (in precedenza nota come Super Junior Tag Tournament), per i tag team delle divisioni Junior, è stato un torneo a eliminazione diretta fino al 2017, per poi cambiare format e diventare un torneo round-robin, similmente alla World Tag League.
| Anno | Nome                        | Vincitore                                    | Note    |
| ---- | --------------------------- | -------------------------------------------- | ------- |
| 2010 | Super Junior Tag Tournament | Koji Kanemoto e El Samurai                   | [ 92 ]  |
| 2012 | Super Junior Tag Tournament | Time Splitters (Alex Shelley e Kushida)      | [ 93 ]  |
| 2013 | Super Junior Tag Tournament | The Young Bucks (Matt e Nick Jackson)        | [ 94 ]  |
| 2014 | Super Junior Tag Tournament | reDRagon (Bobby Fish e Kyle O'Reilly)        | [ 95 ]  |
| 2015 | Super Junior Tag Tournament | Matt Sydal e Ricochet                        | [ 96 ]  |
| 2016 | Super Junior Tag Tournament | Roppongi Vice (Rocky Romero e Trent Beretta) | [ 97 ]  |
| 2017 | Super Junior Tag Tournament | Roppongi 3K (Sho e Yoh)                      | [ 98 ]  |
| 2018 | Super Junior Tag League     | Roppongi 3K (Sho e Yoh)                      | [ 99 ]  |
| 2019 | Super Junior Tag League     | Roppongi 3K (Sho e Yoh)                      | [ 100 ] |
| 2021 | Super Junior Tag League     | El Desperado e Yoshinobu Kanemaru            | [ 101 ] |
| 2022 | Super Junior Tag League     | Lio Rush e Yoh                               | [ 102 ] |
| 2023 | Super Junior Tag League     | Catch 2/2 (TJP e Francesco Akira)            |         |
| 2024 | Super Junior Tag League     | Robbie Eagles e Kosei Fujita                 |         |

## Super J-Cup
Il torneo Super J-Cup è stato pensato da Jushin Thunder Liger per poter mettere in mostra i talenti delle varie promozioni in Giappone e Nord America. In origine era stato pensato come torneo annuale ma col tempo questo format è stato abbandonato. 
| Anno | Vincitore            | Note    |
| ---- | -------------------- | ------- |
| 1994 | Wild Pegasus         | [ 103 ] |
| 1995 | Jushin Thunder Liger | [ 104 ] |
| 2000 | Jushin Thunder Liger | [ 105 ] |
| 2004 | Naomichi Marufuji    | [ 106 ] |
| 2009 | Naomichi Marufuji    | [ 107 ] |
| 2016 | Kushida              | [ 108 ] |
| 2019 | El Phantasmo         | [ 109 ] |
| 2020 | El Phantasmo         | [ 110 ] |

## Young Lion Cup
La Young Lion Cup è il torneo dedicato agli allievi del dojo, per l'appunto i Young Lions.
| Anno | Vincitore          |
| ---- | ------------------ |
| 1985 | Shunji Kosugi      |
| 1996 | Keiichi Yamada     |
| 1987 | Masahiro Chono     |
| 1993 | Hiroyoshi Yamamoto |
| 1994 | Satoshi Koijima    |
| 1995 | Manabu Nakanishi   |
| 1996 | Tokimitsu Ishizawa |
| 2000 | Kenzo Suzuki       |
| 2004 | Ryusuke Taguchi    |
| 2005 | Hirooki Goto       |
| 2017 | Katsuya Kitamura   |
| 2019 | Karl Fredericks    |

## Altri tornei

### G-2 U-30 Climax
Torneo per i wrestler sotto i 30 anni, tenutosi solamente nel 2003 con in palio l'IWGP U-30 Openweight Championship e vinto da Hiroshi Tanahashi.

### J Sports Crown Openweight 6-Man Tag Tournament
Torneo a squadre per i team composti da 3 uomini, tenutosi nel 2010 e 2011 e vinto in entrambe le occasioni dagli Apollo 555 (Hirooki Goto, Prince Devitt e Ryusuke Taguchi).

### Japan/US All-Star Tournament
Torneo organizzato in collaborazione con la World Championship Wrestling e tenutosi durante il G1 Climax del 1996 e vinto da Kensuke Sasaki.

### Karl Gotch Cup
Torneo round-robin con un unico girone tenutosi nel 1974 e vinto da Tatsumi Fujinami.

### Kyushu Cup
Torneo a quattro uomini tenutosi nel 1990 e vinto da Shinya Hashimoto.

### Lion's Break Crown
Torneo a eliminazione diretta esclusivo del roster americano Strong, vinto nel 2020 da Clark Connors.

### Oceania Cup
Torneo a eliminazione diretta esclusivo del roster australiano TAMASHII, vinto nel 2024 da Jack Bonza.

### President Hoshino 10 Million Yen Offer Tag Tournament
Torneo per tag team tenutosi nel 2004 e vinto da Hiroyoshi Tenzan e Shinsuke Nakamura

### Samurai! TV Openweight Tag Team Tournament
Torneo per Tag Team tenutosi nel 2005 e vinto da Yuji Nagata e Hirooki Goto

### Tag Team Turbolence
Torneo per tag team esclusivo del roster americano Strong, vinto nel 2021 dai Good Brothers.

### Yuke's Cup PREMIUM One Night Tag Tournament
Torneo per tag team tenutosi nel 2008 e vinto da Hiroyoshi Tenzan e Shinjiro Otani.

### Yuko Six Man Tag Team Tournament
Torneo per le squadre a tre uomini tenutosi nel 2004 e vinto dal team di Katsuhiko Nakajima, Shinsuke Nakamura e Blue Wolf.